# Babek Samidli
Babek Matlab oglu Samidli (en azerí: Babək Mətləb oğlu Səmidli; Goychay, 7 de enero de 1974 – Tartar, 23 de noviembre de 2020) fue un coronel de las Fuerzas Armadas de Azerbaiyán, participante de la Guerra de los Cuatro Días y de la Guerra del Alto Karabaj en 2020.

## Biografía
Babek Samidli nació el 7 de enero de 1974 en Goychay. Se graduó de la Academia Militar de Turquía en 1997.
En 2018 fue promovido al rango de teniente coronel. Fue subcomandante del 1er Cuerpo de Ejército.
Durante la Guerra del Alto Karabaj en 2020, dirigió las fuerzas azerbaiyanas en la batalla de Sugovushan.
El 23 de noviembre de 2020, después del alto el fuego, Babek Samidli fue víctima de la explosión de una mina en Sugovushan. Fue enterrado en el Callejón de los Mártires en Goychay.
Babek Samidli fue premiado póstumamente con la Orden Zafar y la Orden "Por la Patria".

## Premios y títulos
- Medalla de distinción en el Servicio Militar (Azerbaiyán) (3.º grado)
- Medalla "Centenario del ejército azerbaiyano"
- Medalla al Mérito Militar (Azerbaiyán) (2018)[4]
- Orden Zafar (2020)
- Orden "Por la Patria" (2020)[5]
- Medalla Por la liberación de Sugovushan (2020)[6]